# Шуваев, Александр Иосифович
 Алекса́ндр Ио́сифович Шува́ев  (8 июня 1917, Малый Самовец, Тамбовская губерния — 10 июля 1975, Москва) — заместитель командира стрелкового батальона по политической части 248-й отдельной курсантской стрелковой бригады (60-я армия, Центральный фронт), капитан. Герой Советского Союза.

## Биография
Родился 8 июня 1917 года в деревне Малый Самовец, Липецкого уезда Тамбовской губернии (ныне — село в Петровском районе Тамбовской области), в семье рабочего. Вскоре после его рождения  семья переехала в город Ташкент. Работал в городе Кизыл-Арват Туркменской ССР бухгалтером железнодорожной больницы.

#### Великая Отечественная война
В марте 1942 года призван в РККА Кизыл-Арватским ГВК. Окончив в 1942 году Харьковское военно-политическое училище, был направлен на фронт.
За боевые заслуги при освобождении Курска помощник командира роты лейтенант Шуваев награждён орденом Красной Звезды.
Заместитель командира 2-го стрелкового батальона капитан Шуваев отличился при форсировании Днепра в районе села Толокунь в конце сентябре 1943 года. В боях за расширение плацдарма Шуваев заменил выбывшего из строя командира батальона, организовал отражение контратак противника, что позволило успешно не только форсировать реку, но и закрепиться и удержать оборону всем подразделениям бригады.
Указом Президиума Верховного Совета СССР от 17 октября 1943 года за успешное форсирование реки Днепр севернее Киева, прочное закрепление плацдарма на правом берегу и проявленные при этом отвагу и геройство капитану Шуваеву Александру Иосифовичу присвоено звание Героя Советского Союза с вручением ордена Ленина и медали «Золотая Звезда».

#### Послевоенное время
С 1946 года — в запасе. Жил в Москве. С 1967 года и до конца жизни работал экономистом на заводе «Салют». Умер 10 июля 1975 года. Похоронен на Перовском кладбище в Москве.

## Награды
- Медаль «Золотая Звезда» (17.10.1943)[2];
- орден Ленина (17.10.1943);
- орден Красной Звезды (08.04.1943)[1];
- медали.

## Память
Имя героя высечено на памятнике Героям Советского Союза и полным кавалерам ордена Славы на Соборной площади в Тамбове.